# Mistusinne (Saskatchewan)
Mistusinne je rekreační osada v Saskatchewanu. Její jméno je odvozeno od kríjského slova mistasiniy (znamenajícího „velký kámen“), které odkazuje na masivní šutr připomínající spícího bizona, který spočíval na dně údolí Qu'Appelle Valley před tím, než byla vybudována přehradní nádrž Lake Diefenbaker. Provinční park Douglas Provincial Park se táhne od této obce až k přehradní hrázi Qu'Appelle River Dam a rozkládá se asi 8 km jižně od Elbow. Obec provozuje letní zátiší s mnoha chatkami a golfovým hřištěm, s výhledem na hladinu přehrady Lake Diefenbaker. Část golfového hřiště podél břehu musela být přebudována, když se v roce 1998 zvedla hladina přehradní nádrže Lake Diefenbaker a narušila tak pobřežní čáru. Kolem obce prochází silnice Highway 19.
| Růžice kompasu | Elbow                            |                                        | Davidson | Růžice kompasu |
| Růžice kompasu | přehradní nádrž Lake Diefenbaker | Sever                                  |          | Růžice kompasu |
| Růžice kompasu | přehradní nádrž Lake Diefenbaker | Mistusinne                             |          | Růžice kompasu |
| Růžice kompasu | přehradní nádrž Lake Diefenbaker | Jih                                    |          | Růžice kompasu |
| Růžice kompasu | přehrada Qu'Appelle River Dam    | provinční park Douglas Provincial Park |          | Růžice kompasu |